# Хамилкар (Дрепана)
Вижте пояснителната страница за други личности с името Хамилкар.
Хамилкар (на старогръцки: Αμίλκας; на латински: Hamilcar, Hamilkar) e генерал на Картаген през Първата пуническа война.
През 249 пр.н.е. Хамилкар участва с адмирал Адхербал в Битката при Дрепанум в Сицилия и побеждава римляните с командир консул Публий Клавдий Пулхер.